# Ablennes hians
Ablennes hians är en fiskart som först beskrevs av Valenciennes, 1846.  Ablennes hians ingår i släktet Ablennes och familjen näbbgäddefiskar. Inga underarter finns listade i Catalogue of Life.